# Josep Puig Puig
Josep Puig Puig (San Martín de Liémana, 22 de febrero de 1922-9 de julio de 1997), conocido como Curta, fue un futbolista español. Aunque procedía del Girona FC, el grueso de su carrera lo hizo en el FC Barcelona. También fue internacional con la Selección española de fútbol.

## Trayectoria
Curta jugó dos temporadas en el Girona FC (1939-40 y 1940-41) hasta que fue contratado por el Barça en 1942. Su debut no fue demasiado bueno pues se produjo el 27 de septiembre de 1942, en la primera jornada de la temporada 1942-1943 contra el Real Madrid en la capital española, perdiendo el FC Barcelona por 3-0.
Sin embargo, el tiempo demostraría la excelente calidad del jugador. En este club permaneció nueve años en los que se hizo con un puesto en el equipo titular. En la demarcación de defensa, logró ganar tres ligas (1944-45, 1947-48 y 1948-49), jugando 178 partidos de liga y marcando un gol ante el Valladolid.
Curta también fue internacional por España jugando tres partidos contra Portugal, Irlanda y Suiza. Se retiró en el FC Barcelona aunque se vistió de corto durante años con los veteranos del club.

## Clubes
| Club         | País   | Año       |
| ------------ | ------ | --------- |
| Girona FC    | España | 1939-1940 |
| FC Barcelona | España | 1942-1951 |

## Palmarés
| Título | Club                  | País   | Año  |
| ------ | --------------------- | ------ | ---- |
| Liga   | Fútbol Club Barcelona | España | 1945 |
| Liga   | Fútbol Club Barcelona | España | 1948 |
| Liga   | Fútbol Club Barcelona | España | 1949 |